# Tio i topp
Tio i topp war eine Hörfunksendung von Sveriges Radio und die erste Hitparade in Schweden. Sie wurde erstmals am 14. Oktober 1961, mit Lill Lindfors als Moderator, ausgestrahlt. Die letzte Sendung wurde 1974 mit Kaj Kindvall produziert.
Die Songs der Tio i topp waren oft auch in den Verkaufscharts und damit in der Hitparade Kvällstoppen zu finden. 1974 wurde Tio i topp von der Sendung Poporama abgelöst.

## Abstimmung und Regeln
Durch den Piratensender Radio Nord und dessen Charts Topp 20+10 fand Sveriges Radio die Vorlage zur Sendung. Für die Abstimmung wurde bei Radio Nord Postzuschriften der Hörer verwendet, Tio i Topp besuchte wöchentlich eine andere Stadt. Während der Livesendung von dort, und vom feststehenden zweiten Standort Stockholm, wurden die Charts von den Hörern per Knopfdruck gewählt.
Eine Stunde vor dem Beginn der neuen Sendung, in der Vorrunde, wurden dem Publikum zehn neue Lieder vorgestellt, von denen fünf als Neuheiten gewählt wurden. Die 15 Lieder standen während der Sendung zur Wahl, wurden von den Hörern vor Ort bewertet und damit die Top Ten ermittelt. Die zehn Lieder wurden wiederum dem Publikum vorgespielt, das dann über den ersten Platz abstimmte.
Die Anzahl der in der Vorrunde gespielten Lieder variierte, im Herbst 1964 waren es 30 (genannt Trettio i test), April 1972 35, ab Juli 1972 wieder 30, wovon 10 die Top Ten der Vorwoche darstellten (genannt Kanske på Tio i topp). Um Platz für neu erschienene Lieder zu schaffen, wurden durch Regeln am 14. Oktober den Liedern maximal 12 Wochen in Tio i topp gestattet.
Die Regeln von sahen vor, pro Musikgruppe nur ein Lied in Tio i topp zu gestatten, was später abgeändert wurde, weil dagegen Künstler als Einzelpersonen und mit ihren Bands zweifach vertreten sein durften. Am 4. Januar 1964 wurde die Festlegung auf maximal zwei Lieder erweitert, im Dezember 1964 schließlich aufgehoben. Der Grund war das Aufkommen weltbekannter Bands wie The Beatles und Hep Stars, von denen mehrere Songs aktuell waren.
Einige Bands versuchten, die Wahl des Publikums zu beeinflussen, indem sie einige Tage vor der Sendung in dem Ort auftraten und ihre Songs vorstellten. Um dem entgegenzuwirken, wurde die Sendung am 3. September 1966 auf insgesamt drei Städte pro Sendung erweitert, Stockholm blieb dabei feststehender Sendeort. Auf den festen Sendeort wurde verzichtet, nachdem die Gruppe Science Poption versuchte, ihre Fans zur Abstimmung nach Stockholm zu beordern.
Das Abstimmungsverfahren wurde am 1. Juni 1968 abgeändert, das Statistiska centralbyrån wählte die Jurymitglieder aus, die dann die Abstimmung per Telefon durchführten. Das Verfahren sollte bis zum Ende der Sendung beibehalten werden.

## Sommartoppen
Tio i Topp wurde durch die Sommartoppen ergänzt, die in den Sommern 1962–1966 das normale Programm ersetzten. Die Abstimmung fand dann ausschließlich an einem Ort, meist anlässlich eines Stadtfestes oder Festivals, statt. Dabei wurde der erste Platz in einem Wahlgang, statt der üblichen drei Durchgänge, ermittelt. Ab September 1963 wurde dieser Modus auch für das Hauptprogramm Tio i topp eingesetzt.

## Wissenswertes
Den Rekord an Liedern haben The Beatles mit 35, davon 18 auf ersten Plätzen, inne. Cliff Richard folgt mit 21 seiner Veröffentlichungen. Creedence Clearwater Revivals Song "Looking out my back door" lag mit 10 Wochen am längsten auf dem ersten Platz.
Der Song zur Eröffnung von Tio i topp war zunächst "(Let's Do) The Hully Gully Twist" von Bill Dogget's Combo, ab 1972 "Outa-Space" von Billy Preston, bei den Sommartoppen "Tequila Twist" von The Champs. 